# Luceria pallida
Luceria pallida là một loài bướm đêm trong họ Erebidae.